# William Meyers
William Ernest Meyers (* 23. Juli 1943 in Johannesburg; † 7. Mai 2014 in Edenvale) war ein südafrikanischer Boxer.

## Karriere
Meyers nahm 1960 mit nur 17 Jahren an den Olympischen Spielen in Rom teil. Dort konnte er sich in seinen ersten drei Kämpfen durchsetzen. Im Halbfinale verlor er gegen den Polen Jerzy Adamski und gewann somit Bronze. 1963 war er Teil der südafrikanischen Mannschaft für die Meisterschaften der Amateur Athletic Union. In Utica erreichte er das Finale und verlor dieses nur knapp.
Der Südafrikaner wurde vier Mal nationaler Meister in seiner Gewichtsklasse. Im April 1964 beendete er seine Karriere.